# Paryrias
Paryrias là một chi bướm đêm thuộc họ Erebidae.